# Тарот
Tarot е финландска хевиметъл група, създадена през 1982 г. под името Purgatory. Тя е от пионерите на финландския хевиметъл. Групата се завръща през 2023 г. след десетгодишно прекъсване.

## Членове

### Текущи
- Марко Хиетала – бас, вокали
- Закари Хиетала – китара
- Томи Салмела – вокали, семпли
- Яне Толса – клавишни
- Антеро Сепанен – барабани

### Бивши
- Мако Х. – китара
- Пеку Синари – барабани
- Пааво Корхонен – барабани

|  | Тази страница частично или изцяло представлява превод на страницата Tarot (yhtye) в Уикипедия на фински. Оригиналният текст, както и този превод, са защитени от Лиценза „Криейтив Комънс – Признание – Споделяне на споделеното“, а за съдържание, създадено преди юни 2009 година – от Лиценза за свободна документация на ГНУ. Прегледайте историята на редакциите на оригиналната страница, както и на преводната страница, за да видите списъка на съавторите. ВАЖНО: Този шаблон се отнася единствено до авторските права върху съдържанието на статията. Добавянето му не отменя изискването да се посочват конкретни източници на твърденията, които да бъдат благонадеждни. |